# مردم تالش
مردم تالش، مردم ایرانی‌تباری هستند. سکونتگاه اصلی آن‌ها ساحل جنوب‌غربی دریای کاسپین و البرز غربی است که از جنوب‌شرقی جمهوری آذربایجان آغاز شده و تا غرب استان گیلان و بخش‌هایی از استان اردبیل در ایران ادامه دارد.
مردم تالش به زبان تالشی صحبت می‌کنند. بخش شمالی تالش طی عهدنامه‌های گلستان و ترکمانچای از آن جدا شده و به روسیه ملحق شدند و هم‌اکنون تحت حاکمیت جمهوری آذربایجان می‌باشد.
منابع رسمی دولت جمهوری آذربایجان شمار تالشان آن کشور در سال ۲۰۰۹ را ۱۱۲ هزار نفر ذکر کرده‌اند. اما به گفته فعالان مدنی تالش تعداد تالش‌های جمهوری آذربایجان بسیار بیشتر و پانصد هزار نفر می‌باشد. ضمن اینکه ۶۰۰ هزار تالش‌ دیگر نیز در ایران زندگی می‌کنند. در آخرین آمارها جعیت تالشان حدود ۲ میلیون نفر تخمین زده می‌شود.

## نام

### طیلسان
تا پیش از قرن هفتم به سرزمین و اقوام تالش، طیلسان گفته می‌شد و نخستین بار یاقوت حموی از لفظ طالشان استفاده نمود.
مورخان صدر اسلام در جهت غرب طبرستان به پنج ولایت دیلم و گیلان و ببر و طیلسان و موغان یاد می‌کنند.
نخستین بار بلاذری در فتوح‌البلدان از طیلسان به عنوان ناحیتی در شمال ایران یاد می‌کند و می‌نویسد:

ولید بن عقبه ابی محیط بن ابی امیه چون از جانب عثمان بن عفان والی کوفه گردید از حدود قزوین به بعد را، یعنی دیلم و آذربایجان و گیلان و موقان و ببر و طیلسان را از نو فتح کرد.

ابن اثیر نیز در کتاب الکامل فی التاریخ به طیلسان اشاره می‌نماید و می‌نویسد:

برا بن عازب دیلمان را تار و مار کرد و وادار به قبول باج نمود، علاوه بر آن به دیلمان و جیلان و طیلسان و ببر لشکیر کشید و سپس بازگشت.

یعقوبی در تاریخ یعقوبی به قوم طیلسان اشاره می‌نماید. یعقوبی می‌نویسد:

فرزندان عامور بن ثوبل بن یافث بن نوح به طرف چپ خاور بیرون شدند و جمعی از آنها؛ یعنی فرزندان ناعوما از ناحیه جربی به سمت شمال رفتند و در شهرها پراکنده شده و چندین امت شدند به نام‌های برجان، دیلم، تبر، طیلسان، جیلان، فیلان، الان، خزر، دودانیه و ارمن.

در فرهنگ آنندراج ذیل کلمهٔ طیلسان آمده است:

طیلسان اقلیمی است وسیع در نواحی دیلم.

در لغت‌نامه دهخدا آمده است:

طیلسان [ط ل] (اخ) اقلیمی وسیع است در نواحی دیلم (منتهی الارب و آنندراج) رجوع به تالش شود. اقلیمی است پهناور دارای شهرستان بسیار از نواحی دیلم یا خزر که ولید بن عقبه آن را سال ۳۵ هجری گشود.

### تالش
ابوالقاسم عبدالله بن محمد القاشانی مورخ قرن هشتم در کتاب تاریخ اولجایتو اقوام تالش را طیلسان می‌نامد، وی می‌نویسد:

میان فرخه رودسر (رودسر تالشدولاب) که آخر موغان و گیلان است که آن را اسالم‌رود خوانند مقدار بعد مسافت آن نیم روز راه است که اقوام آن جمله تالشان می‌باشند و این لفظ را از طیلسان گرفته‌اند.

واژه تالش پیش از تألیف تاریخ الجایتو در کتاب معجم‌البلدان که مؤلف آن یاقوت حموی در اوایل سده هفتم هجری می‌زیسته، به معنی سرزمین تالش کنونی ذکر شده است و شرح آن در کتاب سرزمین‌های خلافت شرقی چنین آمده است:

در حاشیه باریک ساحلی و دامنه‌های کوهستانی که از جنوب غربی دریای خزر به طرف شمال کشیده شده و از طرف خاور مقابل دریاست، سرزمین طالش خوانده می‌شود که یاقوت حموی آن را به شکل جمع طلشان یا طالشان ضبط کرده است.

### کادوس
احمد کسروی تالش را لفظ دگرگون یافته کادوش می‌داند، وی می‌نویسد:

کادوش تا زمان ساسانیان معروف بود کم‌کم تغییرهایی در آن از روی قواعد زبانشناسی روی داد بدین سان که «ک» تبدیل به «ت» یافته و «د» مبدل به «ل» شده و این است که «کادوش» «تالوش» گردید سپس «و» هم از میان رفته «تالش» گفته شد. به عبارت دیگر مردمی که امروز تالش نامیده می‌شوند بازماندگان آن مردم باستانی می‌باشند که ما در تاریخ آنان را با نام «کادوش» می‌یابیم و واژه تالش نیز تبدیل شده همان کادوش می‌باشد چنان‌که که این موضوع از دیده فن زبانشناسی ایران روشن و یقین است.

جواد مشکور از جمله محققانی است که در مورد تبدیل «کادوش» به «تالش و تالوش» با احتیاط اظهار نظر نموده و نوشته است:

کادوسیان مردمی بودند که در گیلان جای داشتند و ظاهراً نیاکان طالشی‌های کنونی بوده‌اند و کادوس مصحف یا یونانی شده تالوش است که در قرن بعد تالش شده است و از بومیان سابق ایران بوده‌اند.

احمد کسروی در کتاب کاروند از قول استرابون می‌نویسد:

استرابون مورخ یونانی در کتاب جغرافیای خود که دو هزار سال پیش نوشته است، اقوام کوه نشین سرزمین ماد را بدینسان نام می‌برد: کردتیان، آماردان، تپوران، کادوسیان.

## تاریخچه مردم تالش

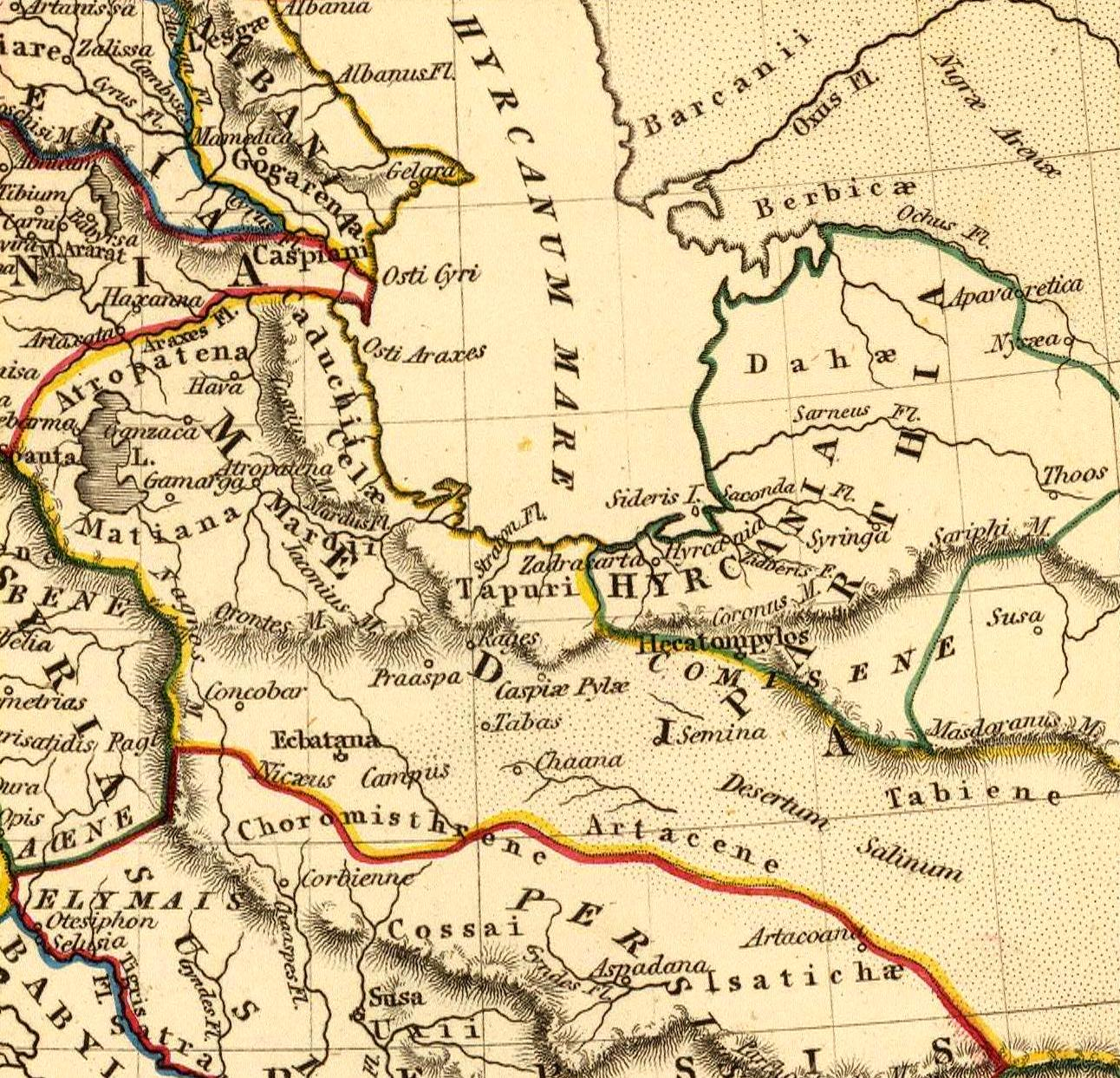
موقعیت کادوسیان در قرن ۲م پیش از میلاد در غرب سپیدرود

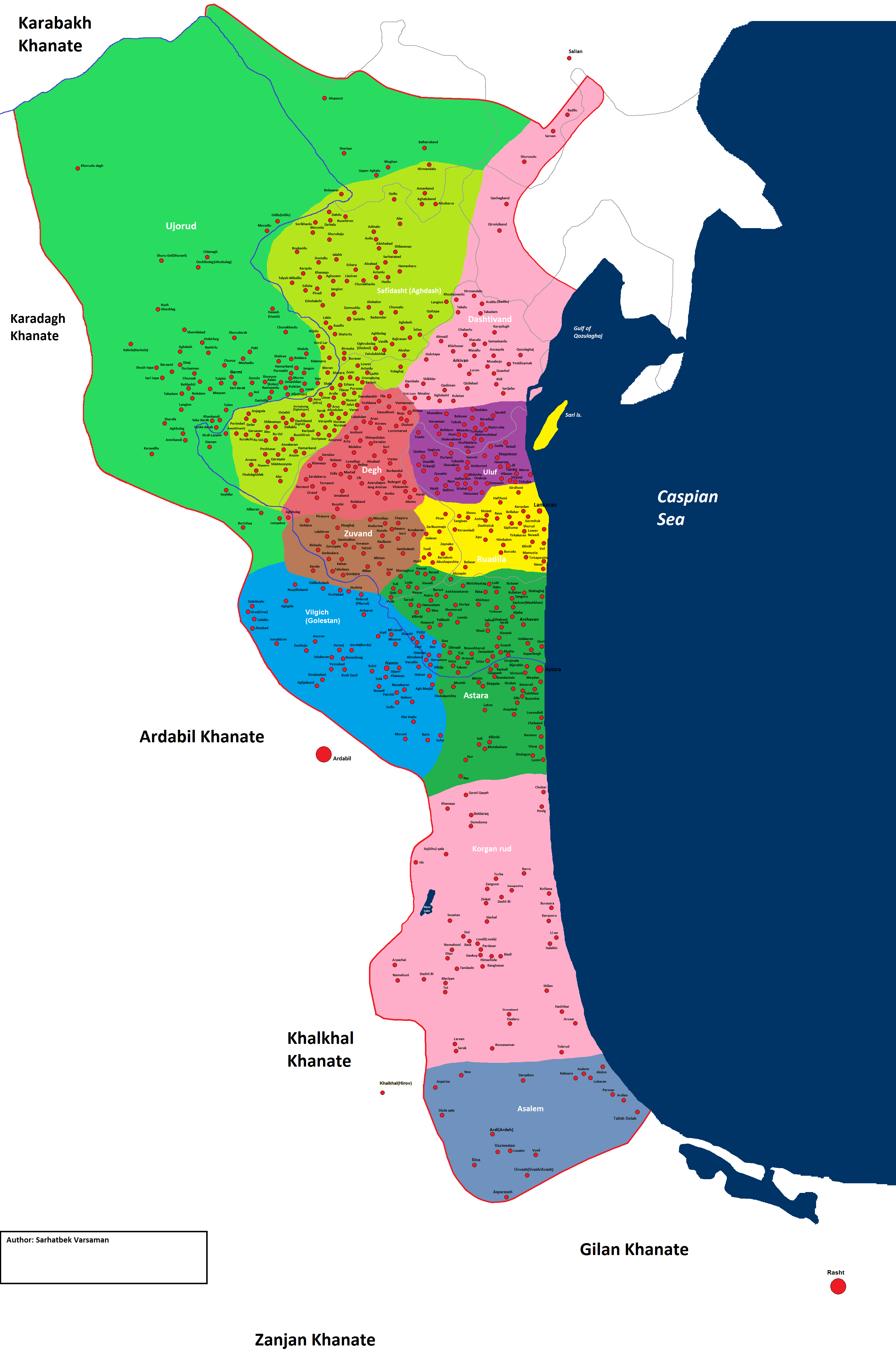
نقشه خانات تالش

تالش، سرزمینی که در روزگاران کهن به منطقه وسیعی گفته می‌شد که از شمال با آلبانیای قفقاز، از شرق به دریای کاسپی و از جنوب به اسپیه‌رو یا سپیدرود و از آن به حدود مارلیک یا عمارلوی کنونی می‌رسید و از غرب نیز رشته کوه‌های تالش را دربر می‌گرفت.
تالش (کادوسیه) از زمان مادها و در زمان هخامنشیان، اشکانیان و ساسانیان، همواره بخش جدایی‌ناپذیر ایران بود.
تالش‌ها (کادوسیان) همواره یکی از اصلی‌ترین بخش‌های ارتش ایران را تشکیل می‌دادند.
در اسناد و منابع پیش از اسلام کلمهٔ تالش دیده نشده است. برخی از پژوهشگران، تالش را با قوم «کادوس» که از آن بارها در منابع یونان و روم باستان یاد شده است، یکی می‌دانند.
در منابع سده‌های نخست هجری از این قوم با نام «طیلسان» یاد کرده‌اند. یاقوت ذیل مادهٔ طیلسان، به نقل از اصمعی می‌گوید که طیلسان با تالشان یکی است.
واژهٔ طیلسان ظاهراً از اواسط سدهٔ ۷ق متروک، و به جای آن کلمهٔ «تالش» تدریجاً وارد منابع تاریخی و جغرافیایی ایران شد.
سرزمین بَبَر در اواخر دوره ساسانی و اوایل دوره اسلامی، میان گیلان و تالش از یک سو و تالش و دیلم از سوی دیگر قرار داشت. نیز آن را نزدیک دیلم، گیلان، تالش و مغان آورده‌اند. سرزمین بَبَر محدودهٔ خلخال و منطقه مرزی تالش و گیلان را شامل می‌شود.
در زمان خلافت عمر والی کوفه، مغیرة بن شُعبه، سردار خود کثیربن شهاب حارثی را که در جنگ قادسیه هم شرکت داشت، به جنگ اهالی بَبَر و طیلسان (تالشی) فرستاد ولی او نتوانست آن سرزمین را بگشاید.
در اوایل اسلام در زمان خلافت عثمان سرزمین تالشان (طیلسان) هم‌زمان با دیار دیلم و بَبَر، یک‌بار به وسیلهٔ براء بن عازب و بار دیگر به‌وسیلهٔ ولید بن عُقبة بن اَبی مُعَیط فتح شد.
تالش‌ها در نیمه دوم قرن هجدهم بعد از کشته شدن نادرشاه و آغاز هرج و مرج در ایران خودمختاری درونی خود را به دست آوردند و حکومت خان‌ها تالش را تأسیس کردند و شهر لنکران را به عنوان پایتخت خود انتخاب نمودند. پس از ظهور آغامحمدخان قاجار این خودمختاری از میان رفت. ناگفته نماند که لنکران از دیرباز تا کنون مرکز سکونت تالش‌ها به‌شمار می‌رود. در سال ۱۸۱۳ میلادی با امضای عهدنامه گلستان بخشی از تالش به روسیه پیوست و در سال ۱۸۲۸ میلادی با امضای عهدنامه ترکمن چای این پیوند تصویب و تثبیت گردید و تالش‌ها به دو قسمت تقسیم شدند. یک قسمت آن تحت سلطه روسیه و بخش دیگر آن تحت حاکمیت دولت ایران قرار گرفت.

## دین
بنا به روایت بلاذری، ابن اثیر و برخی دیگر از منابع، تالش (طیلسان) در عهد خلیفه دوم، دوبار به وسیله عقبه بن ابی معیط و برا بن عازم فتح شد؛ ولی ورود فراگیر اسلام به گیلان و تالش در سده سوم هجری مقارن با ورود علویان طبرستان به دیلم و گیلان بر می‌گردد.
بنابر گزارش شمس‌الدین مقدسی مورخ قرن چهارم: مذهب ناحیه دیلم شیعه هست و بیشتر گیل‌ها سنی هستند. مذهب اهالی دیلم و گیلان بیه‌پیش، یعنی نواحی شرق سفیدرود، به پیروی از خاندان علوی تا دوره سادات کیایی که به دست شاهان صفویه منقرض شد، شیعه زیدی بود.
بنا بر نوشته اصطخری مورخ قرن سوم: مردم دیلم تا زمان حسن بن زید کافر بودند و پاره ای از آنان در آن وقت مسلمان شدند.
در نواحی غرب سفیدرود شامل گیلان بیه‌پس و منطقه قومی تالش، اهالی پیرو مذهب سنی بودند.
شهاب‌الدین دستی در کتاب مسالک‌الابصار می‌گوید: گیلان بیه‌پس چهار شهر بزرگ دارد که در هر شهر و حومهٔ آن سلطانی حکمرواست. این چهار شهر فومن، تولم، گسکر و رشت اشت. مردم اینجا حنبلی مذهبند. چنان‌که آمد، فومن و گسکر در برگیرنده بخش جنوبی منطقه قومی تالش است. تا اوایل دوره قاجار محدودهٔ آن را رودخانه دیناچال (نزدیک به اسالم) تعیین می‌کرد. این مرز سیاسی، که احتمالاً مرز مذهبی هم بود، از حدود دیناچال تا خانبلی مرکز قسمت شمالی دیار تالش امتداد داشت و زادبوم مشایخ شافعی معروفی چون سید جمال‌الدین و شیخ زاهد گیلانی بوده است. بخش بزرگی از اهالی منطقه مذکور هنوز دارای مذهب شافعی می‌باشند، ولی مردم نیمه جنوبی شامل: گسکری، فومن، ماسال، شاندرمن و شفت تغییر مذهب داده و اکنون شیعه امامی هستند. وجود برخی نشانه‌ها از جمله، استقرار چندین خانواده اسماعیلی در کوهستان‌های تالشدولاب، حاکی از آن است که اهالی منطقه تالش زمانی پیرو مذهب اسماعیلی بوده‌اند.
در حال حاضر قلمرو مذهب شافعی از مرز بین بلوکهای تالشدولاب و شاندرمن آغاز و به سوی شمال تا حدود لیسار در بلوک کرگانرود ادامه دارد. از این نقطه به بعد این مذهب به تدریج جای خود را به اکثریت شیعه می‌دهد. مردم تالش جنوبی در زمان صفویه در پیروی از حکام خود به‌صورت یکپارچه مذهب حنبلی را ترک کرده و به شیعه امامی گرویدند. اما در تالش شمالی تاریخ مشخصی برای گرایش مردم به مذهب شیعی وجود ندارد؛ زیرا برخی از حکام آن منطقه خیلی دیر به مذهب شیعه گرویدند. به عنوان مثال، از علیقلی خان که در دوره فتحعلی‌شاه قاجار حاکم بلوک تالشدولاب در تالش میانی بود به عنوان نخستین خان شیعه در منطقه یاد می‌شود، در صورتی که تالش شمالی تا زمان به قدرت رسیدن سید میرعباس خلخالی در زمان افشاریه، حکام آن دیار سنی بودند. با این حال مسئله گرایش به مذهب شیعه در تالش شمالی (از تالش دولاب به بعد) تا اندازه‌ای قدیمی است. این گرایش باید در نیمه دوم دوران صفویه آغاز شده باشد، زیرا اوله‌آریس در سال ۱۶۳۸ میلادی از همه تالش‌ها و گیل‌ها به عنوان سنی مذهب یاد می‌کند. در صورتی که در اواسط قرن ۱۹ میلادی شرایط بسیار نزدیکی به وضعیت فعلی مشاهده می‌شود، زیرا شیعیان در آستارا در اکثریت بودند؛ اما در کرگانرود تعدادشان با اهل سنت برابر بود و در اسالم و تالشدولاب تعداد شیعیان اندک بود. نفوذ پایگاه مذهبی صفویه در اردبیل در گرایش تالش‌ها به مذهب شیعه دخیل بوده است، ولی تالش شمالی در اویل قرن هجدهم میلادی شاهد پیدایش خانواده سید میرعباس از دهکده اولوف وابسته به لنکران بود. فرزندان وی در محدوده کوچک خود به قدرتی مشابه آنچه صفویان در تمام ممالک برخوردار بودند، تبدیل شدند و برای این کار اقتدار موقتی خود را با نفود مذهبی مرد مقدس شیعی توسعه دادند.
کارزار شیعه‌سازی تالش توسط صفویان به دلیل کوهستانی و دورافتاده بودن منطقه ناتمام ماند. به همین دلیل، تعداد قابل توجهی از تالشی‌های ایران و جمهوری آذربایجان اهل سنت هستند. بیشتر تالشی‌های ایران را سنی‌ها و پیروان فرقه نقشبندیه تشکیل می‌دهند. از سوی دیگر، به استثنای حدود بیست و چهار روستای کوهستانی، اکثریت تالشی‌های جمهوری آذربایجان، شیعه هستند.

## زبان

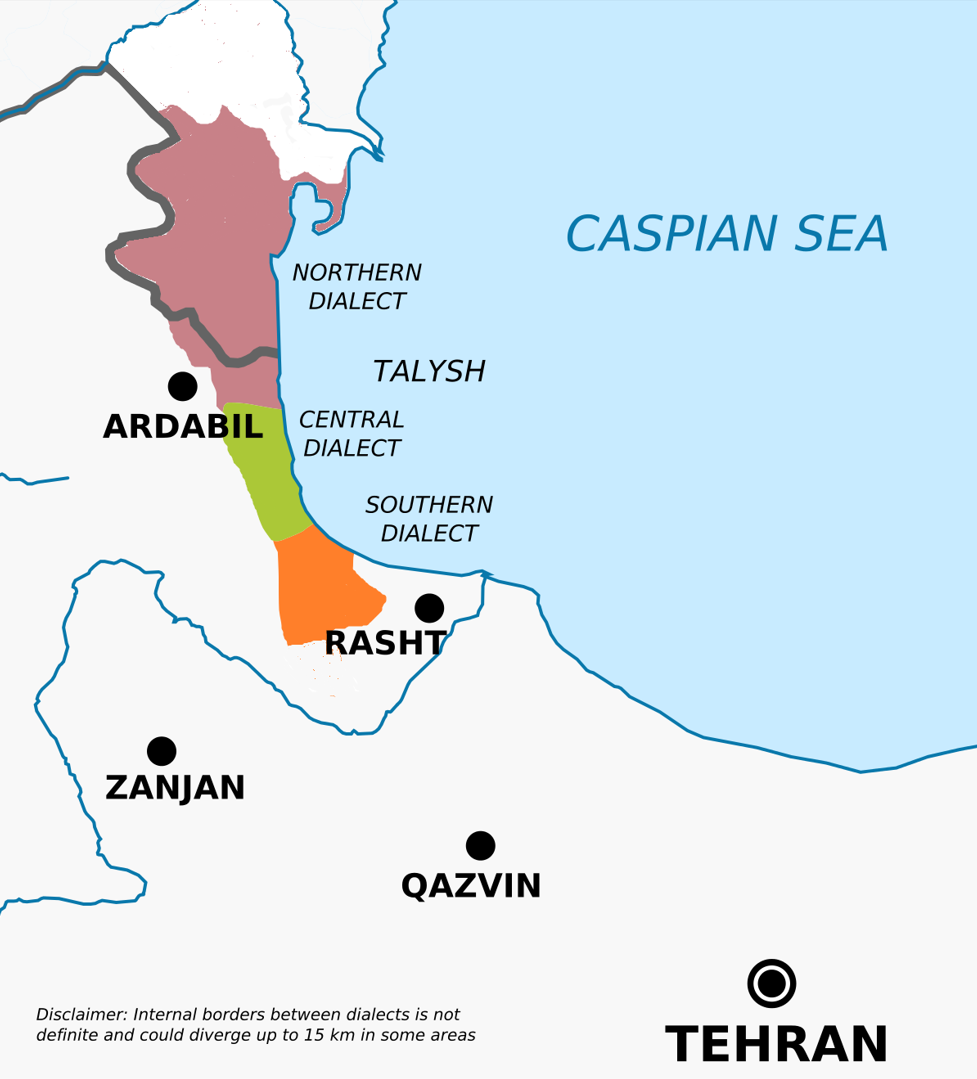
گویشوران بومی زبان تالشی در ایران و آذربایجان

زبان تالشی یکی از زبان‌های ایرانی شمال غربی است. زبان تالشی از خانواده زبان‌های کاسپین است و به زبان تاتی بسیار نزدیک می‌باشد. تالشی همچنین هم‌ریشه با دیگر زبان‌های کاسپین همچون گیلکی و مازنی است ولی با آن‌ها تفاوتی آشکار دارد. زبان تالشی (مانند بقیه زبان‌های کاسپین) در بسیاری موارد با زبان فارسی تفاوت داشته ولی با مادی و پارتی و اوستایی شباهت دارد. زبان تالشی شباهت‌هایی نیز با زبان‌های اوستایی و کردی دارد. همچنین این زبان به زبان آذری باستان نزدیک است.
به عقیده زبان‌شناسان، می‌توان گفت که تاتی و تالشی ادامه زبانی است که دست کم در آغاز دوره فارسی میانه بدان سخن می‌گفته‌اند، این شواهد و نشانه‌ها همان اندازه که وجه اشتراک این گویش‌ها را با زبان پهلوی پارتی نشان می‌دهد گویای پیوندهای خیلی نزدیک آن‌ها با مادی و اوستایی نیز هست؛ زیرا که تفاوت زبان پهلوی با زبان‌های دیرین مانند مادی و اوستایی به مانند تفاوت و تشابه تاتی و تالشی با آن زبان‌ها است.

## جغرافیای قومی تالش‌‌ها
منطقهٔ قومی تالش در ایران با مساحتی حدود ۲۳۷۳ کیلومتر مربع که در شمال غرب گیلان قرار دارد، یک سوم خاک استان گیلان را تشکیل می‌دهد. به استناد منابع و شواهد بسیار، تالش‌ها بازماندهٔ کادوسیان باستان و از همسایگان دیرین قوم گیل می‌باشند. منطقهٔ تالش جنوبی از غرب به استان اردبیل از شمال به آستارا و از جنوب به رودبار و از شرق به دریای خزر و انزلی محدود شده و شامل شهرهای آستارا، لوندویل، چوبر، حویق، لیسار، هشتپر، اسالم، پره سر، بازارجمعه، رضوانشهر، ماسال، شاندرمن، ماسوله، شفت و ماکلوان می‌شود. همچنین در استان اردبیل در بخشهای عنبران و ویلکیج در شهرستان نمین و بخش خورش رستم در شهرستان خلخال نیز تالش‌ها ساکن هستند.
تالش از سه جهت به کوه‌های تالش که ادامهٔ رشته‌کوه‌های البرز هستند و از طرف دیگر به دریای خزر منتهی می‌شود. کشف آثار تمدن ۵۰۰۰ ساله در ییلاق نوئه‌دی تالش جلوه‌های بیشتری به این منطقهٔ خوش‌آب‌وهوا داده است.
شالیزارهای تالش با چشم‌انداز زیبا، کاخ سبز سردار امجد در هشتپر تالش، کاخ میراحمدخان تالشخان‌اف در لنکران (مرکز خانات تالش در قرن ۱۸ و جدا شده از ایران)، جادهٔ گیسوم تالش، پارک ملی هیرکان واقع در جمهوری آذربایجان مابین آستارا و لنکران، یاناربلاق یا چشمهٔ سوزان در منطقهٔ ارچیوان نزدیک آستارای جمهوری آذربایجان، روستای تاریخی نوئه‌دی و ییلاق مریان، شهرک تاریخی ماسوله، دژ تاریخی قلعه رودخان فومن و اماکن زیارتی شاهزاده ابراهیم و شاهزاده اسحاق شفت از جاذبه‌های گردشگی برجستهٔ تالش هستند که همه‌ساله پذیرای میلیون‌ها گردشگر می‌باشد.

### شهرها و مناطق تالش‌نشین
شهرها و روستاهای بزرگی که مردم تالش در آن‌ها اکثریت هستند:
در ایران
- آستارا
- ماسوله
- لوندویل
- عنبران
- نمین
- میناباد
- ویلکیج
- خورش رستم
- حویق
- جوکندان
- چوبر
- لیسار
- خطبه سرا
- کشلی
- هشتپر
- اسالم
- پره‌سر
- رضوانشهر
- ماسال
- شاندرمن
- بخش سردار جنگل
- سه سار
- صومعه سرا
- شفت
- فومن
- تعداد زیادی از تالش‌ها در شهرهای رشت و تهران زندگی می‌کنند.

در جمهوری آذربایجان
- آستارا
- لنکران
- ماساللی
- لریک
- لیمان
- ارچیوان
- تنگه‌رود
- بولادی
- پنسر
- گیردنی
- ویلوان
- محمود آوار
- یاردیملی
- تعدادی از تالش‌ها نیز در شهرهای باکو و سومقاییت زندگی می‌کنند[۴۱]

جامعه‌ای از تالش‌ها (نزدیک چهار هزار نفر) در روسیه به‌خصوص شهر مسکو زندگی می‌کنند. همه ساله روز ۴ نوامبر روز وحدت ملی در فدراسیون روسیه می‌باشد که گروه تالشان مقیم روسیه نیز با پرچم تالش در آن شرکت می‌کنند.

## شرایط اقتصادی و اجتماعی

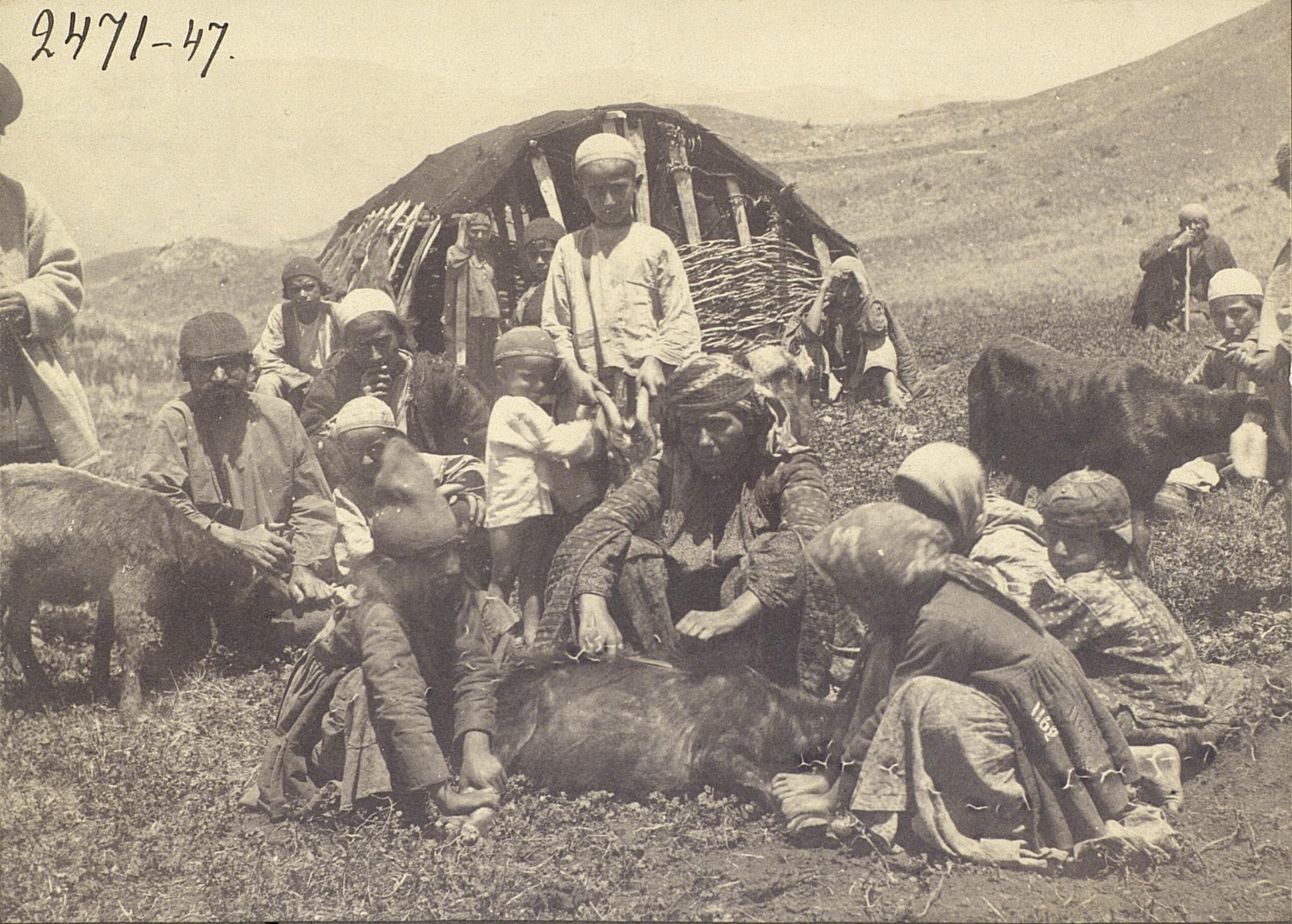
تصویری از تالشان ایران در ۱۹۳۳ میلادی

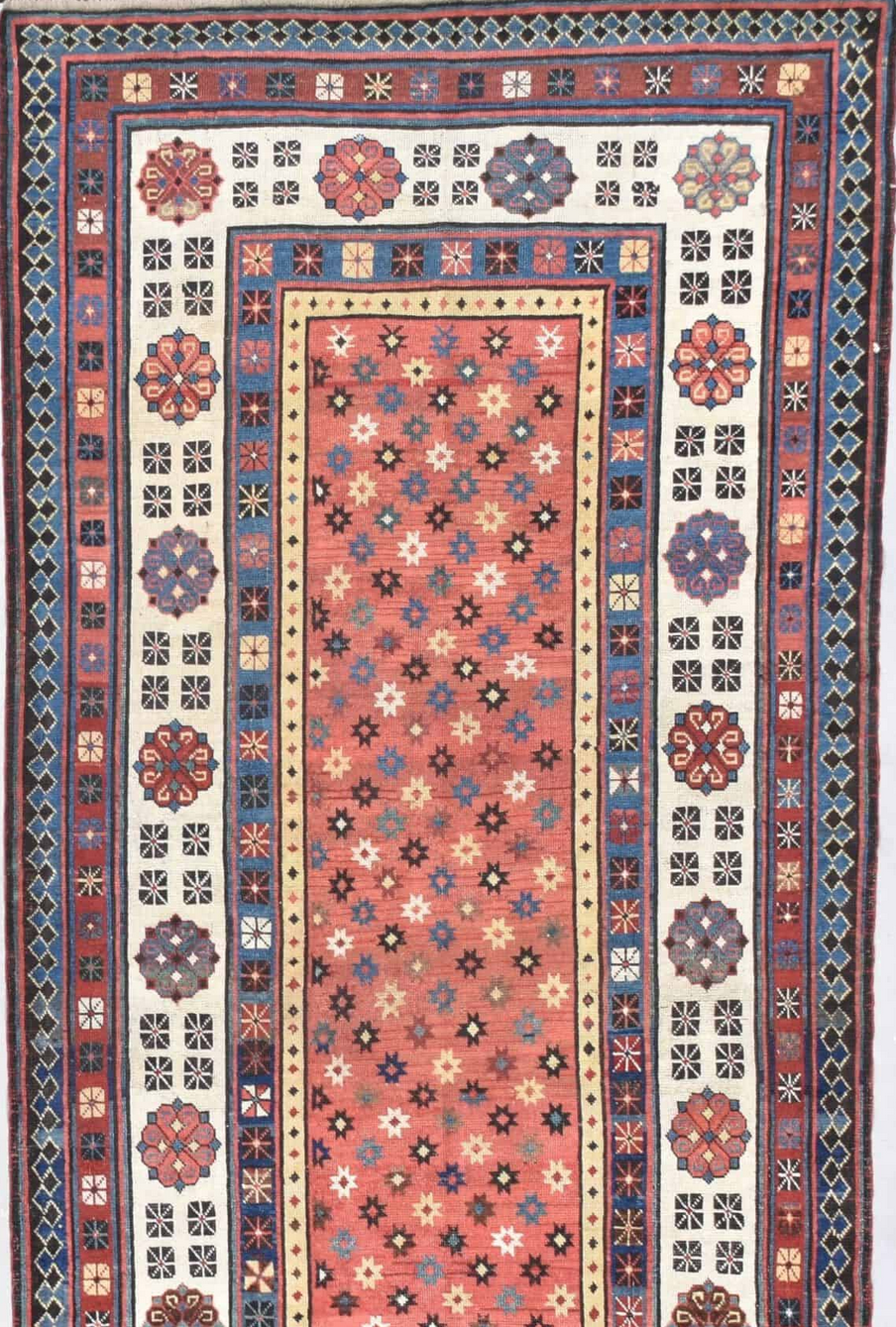
حدود سال ۱۸۶۰ قالی ستاره تالیش (تفصیل)

از محصولات تولیدشده در تالش می‌توان به برنج، توتون و مرکبات و چای اشاره کرد. این تنوع و فراوانی محصولات سبب شده که تالش بازارهای هفتگی پررونقی داشته باشد. از آن جمله می‌توان به یکشنبه‌بازار چوبر که اختصاص به معاملات دام دارد، پنجشنبه‌بازار شاندرمن که در آن انواع نهال‌ها، دست‌ساخته‌های پشمی و نخی و فراورده‌های محلی مواد غذایی عرضه می‌شود. همچنین می‌توان به چهارشنبه‌بازار رضوانشهر و پنجشنبه‌بازار تالش و پره‌سر اشاره کرد که در آن اغلب زنان و مردان با لباس‌های محلی حاضر شده و محصولات منطقه‌ای خود شامل برنج، انواع سبزی‌ها و میوه‌های درختی را به فروش می‌رسانند.
علیرغم اینکه تالشی‌ها در ایران و آذربایجان دارای هویت ایرانی متمایز هستند، اهمیت آن در آذربایجان به‌طور قابل توجهی بیشتر است. هویت آنها در آذربایجان بر پایه درگیری بین ایرانیان و ترکها بنا شده است. آنها در نتیجه رفتارهای خیانت آمیز مداوم از طرف آذربایجان، احساس قوی هویت خود را ایجاد کرده‌اند.  یکی از محرک‌های اصلی هویت ایرانی فزاینده تالشی‌ها در آذربایجان، ظهور ایدئولوژی پان ترکیستی در این کشور پس از دوران شوروی بود.  هویت تالشی در آذربایجان در چند دهه گذشته به‌طور قابل توجهی رشد کرده است. حتی پس از لغو جمهوری خودگردان تالش-مغان، تالشیان در آذربایجان و دیاسپورای روسیه به‌طور محکم به احتمال ایجاد یک دولت تالش مستقل اعتقاد دارند. 
در همین حال، در میان تالشی‌های ایران، جستجوی اجداد ایرانی در میان مردم بومی جنوب دریای کاسپین نشانه‌ای ضروری از ایرانی بودن آنها است. 

## افراد سرشناس
- میر جمال‌الدین خان تالشی مؤسس خانات تالش، میرجمال‌الدین در جنگ داغستان (۱۱۵۳–۱۱۵۴) همراه نادرشاه بود.
- میر مصطفی خان تالشی (۱۷۴۷–۱۸۱۴ لنکران)، دومین حاکم خانات تالش، دیپلمات و از رهبران نظامی سده نوزدهم میلادی ایران
- علی‌اکرم همت‌زاده (زاده ۱۹۴۸ لریک) نظامی، سیاستمدار و فعال حقوق بشر، تنها رئیس‌جمهور جمهوری خودگردان تالش-مغان
- هلال محمدف (۱۹۵۹، آستارا جمهوری آذربایجان) روزنامه‌نگار و فعال حقوق بشر، نخست‌وزیری جمهوری خودگردان تالش-مغان
- هلاکو رامبد (۱۲۹۸ تهران – ۱۳۸۶ نانسی فرانسه) نماینده شش دوره مردم طوالش در مجلس شورای ملی، وزیر مشاور و معاون سیاسی پارلمانی دولت آموزگار
- الله شکور پاشازاده (زاده ۲۶ اوت ۱۹۴۹ لنکران) شیخ‌الاسلام اداره مسلمانان قفقاز از سال ۱۹۸۰ میلادی تاکنون
- اسماعیل شعبانف (۱۹۶۵ در لنکران) محقق علوم سیاسی و فعال اجتماعی، رئیس جامعه تالش‌های روسیه
- نصرت‌الله خان عمیدالسلطنه معروف به سردار امجد تالشی حاکم کرگانرود (هشتپر) در زمان ناصرالدین شاه
- محمدباقر خان گشت رودخانی فومنی (۱۲۵۵ ه‍.ق فومن) حاکم فومن
- امیر ساروخان مهرانی معروف به ساروخان تالش حاکم موروثی ولایت آستارا، دیپلمات و از فرماندهان نظامی شاه عباس بزرگ
- ملا عبدالعزیز شریعتمدار کرگانرودی متولد کرگانرود طوالش، سیاستمدار، مشروطه‌خواه به دستور سفارت روسیه در رشت اعدام شد
- سید اشرف کرگانرودی (مرگ ۱۳۲۵) سیاستمدار، انقلابی مشروطه‌خواه
- سید فضل‌الله متولد جوکندان، بزرگ خاندان میرمسعودی از نوادگان شیخ صفی‌الدین، آزادیخواه و مشروطه‌خواه
- آقاجان خان تالشی (۱۲۲۵ش/۱۳۰۲ش): ایلخان ایلات و عشایر کوهستانی کرگانرود شمالی؛ مجاهد مشروطه‌خواه؛ یکی از رهبران جنبش مقاومت با اشغالگران روس در تالش؛ یکی از رهبران خیزش دهقانی علیه سردار امجد
- کل‌حسین خان سیاه‌کلاه قفقازی (۱۱۱۳ق - ۱۱۵۸ق): اهل عشایر ایل بیگی تالشان کوهستانی نواحی جنوب لنکران، آلار، مغان و شروان بود. او از سرداران نادر شاه در بازپس‌گیری سرزمین‌های اشغالی ایران و فتح دهلی بود. ایل تحت فرمان او تا اواخر ۱۱۵۶ق از مریدان هم‌پیمان نادر و اجدادشان از قزلباشان تالش حامی صفویان بودند. او به سبب برخورد ناعادلانه ماموران نادر شاه هنگام اخذ مالیات از عشایر سیاه‌کلاه که با مصادره اموال و گروگیری زنان و دختران همراه بود، در سال ۱۱۵۸ق دو سال پیش از قتل نادر، علیه ماموران نادر شورید اما سرکوب و در سال ۱۱۵۸ق در اردبیل در پیش چشم سپاهیان گردن زده شد.
- جلال خان سیاه‌کلاه آلارلو قفقازی (۱۷۰۳م/۱۷۴۷م)، از سرکردگان ایلات و عشایر مستقل کوهستانی جنوب لنکران، شیروان، مغان از سرداران جانباز مین‌باشی نادرشاه افشار در جنگ‌های هندوستان، خوارزم و بخارا. در سال ۱۷۴۷ م بر مأموران اعزامی مالیاتی نادر شورید و موجب قیام و اغتشاشات تالشان کوه‌نشین قفقاز شد. با اعزام قوای افغانی نادر و کمک و راهنمایی خان‌های آستارا و لنکران شورش سرکوب، سر جلال خان سردار یاغی و شورشی پیش نادر شاه افشار در محل استقرار دشت مغان برده شد.
- آبشنگ خان سیاه‌کلاه آلارلو قفقازی (۱۷۶۲-۱۸۳۱م)،‌ از فرماندهان لایق مورد اعتماد عباس میرزای قاجار در جنگ‌های ایران و روس در سرحدات تالش، مغان به لحاظ جسارت و بی‌باکی، وطن‌دوستی. پس از انعقاد عهدنامه ترکمانچای به تأکید پال پاسکوویچ سردار روسی با گنجاندن شرط در قرارداد صلح از ماندن در سرحدات مرزی روسیه و سرزمین نیاکان خود منع گردید اما مورد دلجویی عباس میرزای قاجار قرار گرفت و با دریافت نشان شجاعت و شمشیر مرصع در سال ۱۲۴۴ قمری به کرگانرود شمالی مهاجرت کرد. وی نیای بزرگ تالشان کوه‌نشین ایل کوهستانی آقاجان خان تالشی می‌باشد.
- دد خان تالشی ملقب به اقبال‌السلطان (۱۲۴۹ش - ۱۳۲۹ش) : ایلخان ایلات و عشایر کوهستانی آقاجان خان تالشی؛ حکمران و مرزبان نظامی کرگانرود شمالی در دوره پهلوی اول؛ مبارز مشروطه‌خواه؛ فرمانده پیشمرگان فدایی ایل در مقابله با قشون روس تزار و ارتش سرخ بلشویکی؛ سرکرده معترضان به غارت جنگل‌های تالش توسط نماینده اقتصادی روس در تالش؛ از مبارزان حامی میرزا کوچک خان
- یونس خان آقاجانی (۱۲۷۶ش - ۱۳۵۰ش) فرزند آقاجان خان تالشی، حکمران و مرزبان کرگانرود شمالی در اوایل دوره پهلوی دوم، یکی از فرماندهان اصلی بسیج عشایر ایلات کوهستانی آقاجان خان تالشی در ۲۱ آذر ۱۳۲۴ ش که کرگانرود شمالی را از تجزیه‌طلبان پاک و شهر آستارا را فتح نمود. به پاس این عمل از سوی ستاد کل ارتش دو مدال رشادت و شجاعت به همراه دو قبضه سلاح برنو کوتاه دریافت کرد.
- عبدالغنی خان ملقب به معتمدالسلطان (۱۲۷۶ش - ۱۳۳۷ش) فرزند و جانشین دد خان تالشی؛ یکی از فرماندهان بسیج عشایری ایل آقاجان خان تالشی در پاکسازی منطقه تالش و فتح شهر آستارا از دست سرسپردگان قوای کمونیستی شوروی در آذر سال ۱۳۲۴ ش؛ به پاس این خدمات نشان درجه یک شجاعت به ضمیمه یک قبضه تفنگ برنو کوتاه اعطایی ستاد کل ارتش ایران نائل شد؛ واگذاری صدها هکتار زمین کشاورزی و اجرگاه به تهی‌دستان کوه‌نشین قرای نصرت‌آباد، شیرآباد، کشلی، اهدای زمین و احداث اولین مدرسه ابتدایی روستای شیرآباد، ترویج مردم به باغداری و کشاورزی از اقدامات مهم اوست.
- پرویز خان آقاجانی (۱۳۰۲ ش / ۱۳۳۹ ش) از روسای ایل کوهستانی آقاجان خان تالشی، از سرکردگان مقاومت بسیج عشایری ایل آقاجان خان تالشی به فرماندهی یونس خان که در تجاوز اتحاد جماهیر شوروی در سوم شهریور ۱۳۲۰ ش به ایران و غائله فرقه دموکرات در سال ۱۳۲۴ تلاش و‌ جانفشانی بسیار نمود و ۲۱ آذر ۱۳۲۵ ش در پاکسازی تالش و فتح آستارا شرکت داشت. به پاس این عمل، مدال رشادت و شجاعت را از سوی ستاد کل ارتش آن دوره ایران دریافت نمود. در نظام نوین کشورداری وی مسوولیت دهداری روستاهای خطبه‌سرا، شیرآباد، نصرت‌آباد، حویق، چوبر، لمیر و وزنه را طی سال‌های ۱۳۳۲ تا ۱۳۳۸ به عهده داشت.
- فردین معصومی (زادهٔ ۱۳۵۶ در ماسال ایران)، کشتی‌گیر دارنده مدال جهانی و آسیایی
- یحیی گل‌محمدی (زادهٔ ۱۳۴۹ در مین‌آباد ایران)، فوتبالیست ملی‌پوش و مربی فوتبال
- مجید مجیدی (زادهٔ ۱۳۳۸ در هشتپر ایران)، کارگردان، فیلم‌نامه‌نویس و هنرپیشه، برنده ۴ سیمرغ بلورین جشنواره فجر و نامزد دریافت اسکار
- یاسر بختیاری (زاده ۱۳۶۱ در تالش ، ایران) رپر ، آهنگ ساز و ترانه‌سرا ایرانی است.